# Epaminondas de Oliveira Martins
Epaminondas de Oliveira Martins (Cícero Dantas, 1888 – Rio de Janeiro, 22 de março de 1966) foi um médico e político brasileiro.
Nascido em 1888, na Vila do Bom Conselho (Cícero Dantas - BA), filho do sacerdote Vicente José Martins e Maria Gomes de Oliveira. 
Foi interventor federal no Acre, de 15 de março de 1937 a 30 de agosto de 1941.